# Aeroporto di Uraj
L'aeroporto di Uraj è un aeroporto situato a 4 km a sud est della città di Uraj, nella regione del Circondario autonomo dei Chanty-Mansi, in Russia.

## Dati tecnici
L'aeroporto è in grado di gestire aerei di medie dimensioni.

## Collegamenti con Uraj
L'Aeroporto di uraj si trova nella periferia della città ed è facilmente raggiungibile con la linea no.1 del trasporto pubblico locale.